# Phyllostachys
Phyllostachys es un género de bambús de la familia de las poáceas que tiene aproximadamente 50 especies y 200 variedades. Es originario del Asia oriental.

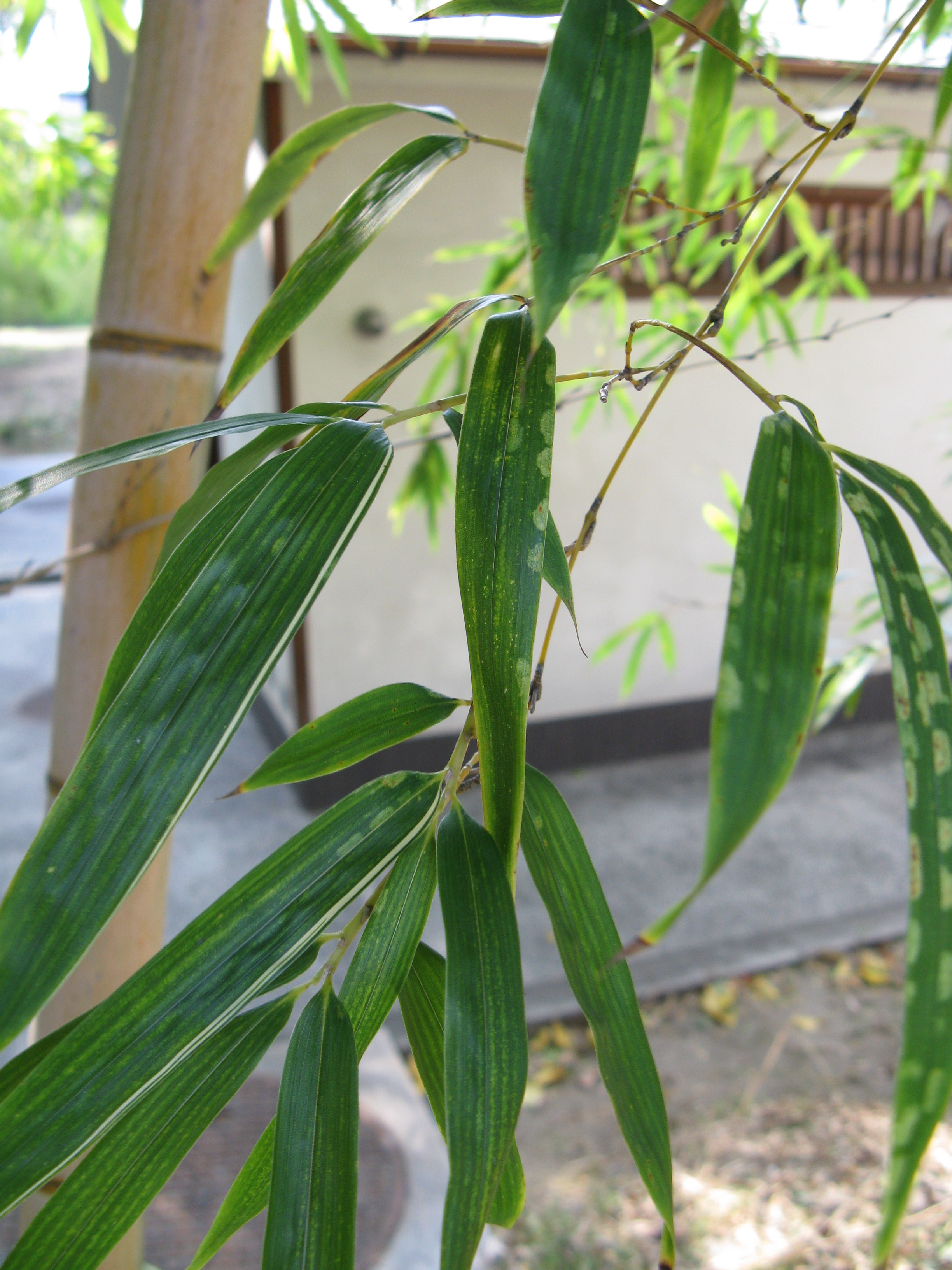
Phyllostachys heterocycla

## Descripción
El rizoma es de tipo monopodial, son los bambús que más se extienden. Se caracterizan por tener, nada menos que dos ramas en cada entrenudo y entrenudos más distanciados. Se encuentran en todos los continentes; en Europa consiguen alturas de más de 20 m, suelen resistir fríos de hasta -22 °C y son muy apreciados por su madera. 

## Taxonomía
El género fue descrito por Sieb. & Zucc. y publicado en Abhandlungen der Mathematisch-Physikalischen Classe der Königlich Bayerischen Akademie der Wissenschaften 3(3): 745, pl. 5, f. 3. 1843. La especie tipo es: Phyllostachys bambusoides
Citología
El número cromosómico básico es x = 12, con números cromosómicos somáticos de 2n = 24 (rara vez), o 48, o 72. Hay especies diploides y poliploides. Los cromosomas son relativamente pequeños.
Etimología
Phyllostachys: nombre genérico que deriva del griego antiguo y significa "en la punta de las hojas", refiriéndose a las inflorescencias.

## Especies seleccionadas
- Phyllostachys acuta
- Phyllostachys angusta
- Phyllostachys arcana
- Phyllostachys assanica
- Phyllostachys atrovaginata
- Phyllostachys aurea
- Phyllostachys aureosulcata
- Phyllostachys bambusoides
- Phyllostachys bawa
- Phyllostachys bissetii
- Phyllostachys congesta
- Phyllostachys decora
- Phyllostachys dulcis
- Phyllostachys edulis
- Phyllostachys elegans
- Phyllostachys flexuosa
- Phyllostachys glauca
- Phyllostachys heteroclada
- Phyllostachys humilis
- Phyllostachys iridescens
- Phyllostachys lithophila
- Phyllostachys makinoi
- Phyllostachys mannii
- Phyllostachys meyeri
- Phyllostachys montana Rendle
- Phyllostachys nidularia
- Phyllostachys nigra
- Phyllostachys nuda
- Phyllostachys platyglossa
- Phyllostachys praecox
- Phyllostachys propinqua
- Phyllostachys purpurata
- Phyllostachys robustiramea
- Phyllostachys rubromarginata
- Phyllostachys stimulosa
- Phyllostachys violascens
- Phyllostachys viridiglaucescens
- Phyllostachys viridis
- Phyllostachys vivax